# براين باكر
براين باكر (بالإنجليزية: Brian Backer)‏ مواليد 5 ديسمبر 1956، هو ممثل أمريكي بدأ مسيرته الفنية سنة 1979. امتدت مسيرته الفنية لأكثر من 33 عاما.

## الأعمال
- فاست تايمز آت ريدجمونت
- حفرة المال

## الجوائز
- جائزة توني
- جائزة دراما ديسك

## روابط خارجية
- براين باكر على موقع IMDb (الإنجليزية)
- براين باكر على موقع أول موفي (الإنجليزية)
- براين باكر على موقع قاعدة بيانات برودواي على الإنترنت (الإنجليزية)
- براين باكر على موقع قاعدة بيانات الفيلم (الإنجليزية)